# Synotaxus monoceros
Synotaxus monoceros is een spinnensoort in de taxonomische indeling van de Synotaxidae.
Het dier behoort tot het geslacht Synotaxus. De wetenschappelijke naam van de soort werd voor het eerst geldig gepubliceerd in 1947 door Lodovico di Caporiacco.